# Parque Hidalgo (Pachuca)
El Parque Hidalgo es un parque público ubicado en el centro histórico de Pachuca de Soto, en el estado de Hidalgo, en México. Es el más significativo por su antigüedad, siendo uno de los primeros parques de la ciudad, tiene una distancia de 600 m de superficie pavimentada; es un lugar con áreas verdes, canchas de juego, un quisco, una fuente, varios monumentos y bustos, una fuente en el centro del mismo, y un reloj de sol. Cuenta con una cancha para realizar deportes como basquetbol, futbol, y voleibol, gradas para observar los eventos que se realizan, área de juegos infantiles. A principios de octubre es la sede de la Feria Tradicional San Francisco.

## Historia

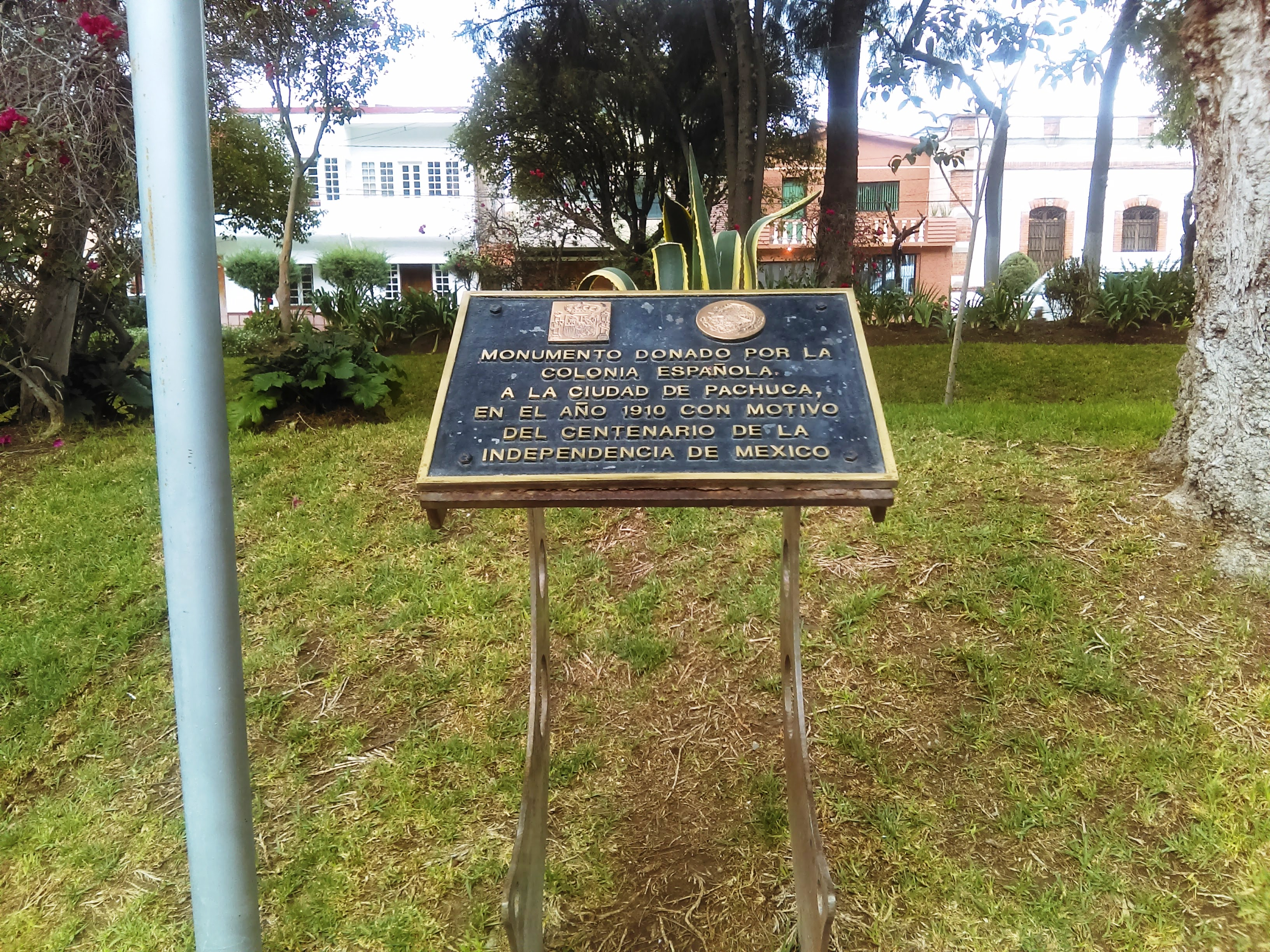
Placa del monumento donad por España en 1910 por el Centenario de la Independencia Mexicana.

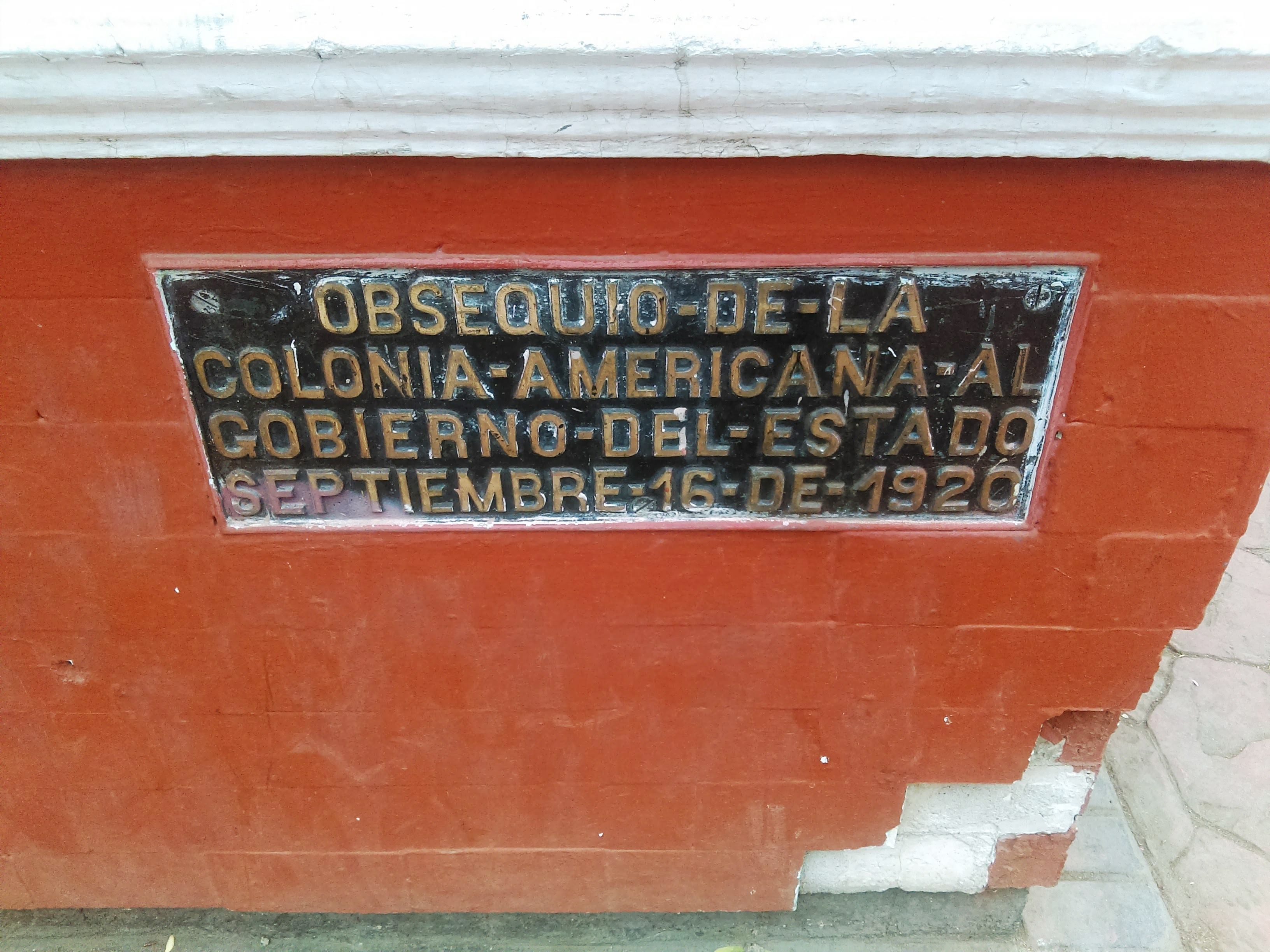
Placa del quiosco fue donado en 1920 por la comunidad estadounidense

En 1861 debido a las Leyes de Reforma, los religiosos dejaron de ocupar el Convento de San Francisco a partir de entonces, se le dieron diversos usos: Escuela Práctica de Minas y cuartel general (hoy Cuartel del Arte), cárcel general del estado y cárcel municipal (hoy Centro INAH Hidalgo), y hospital civil (hoy Centro de las Artes de Hidalgo). En relación con los terrenos que ocuparan las huertas y el cementerio, se determinó, que este último continuara como Cementerio Municipal de San Rafael, en tanto que las huertas se utilizaran como parque y paseo de la ciudad.
El 4 de octubre de 1862, se realiza un contrato entre José María de los Cobos, Síndico del Ayuntamiento de Pachuca y José Luis Revilla, para construir un paseo al estilo de la Alameda Central de la Ciudad de México. Las obras para su construcción se iniciaron en 1863, los cuales no llegaron a concluirse en los términos del contrato, el Ayuntamiento de la ciudad retomó el proyecto y lo continuó hasta concluirlo en 1882, inaugurándose con el nombre de “Parque Porfirio Díaz».
El 16 de septiembre de 1898, se inician los trabajos del Cementerio Municipal San Bartolo, bajo la supervisión de Jesús Gil. En este conjunto fue construido un portón proyecto que inició el 19 de febrero de 1900 y estuvo bajo la supervisión de Porfirio Díaz Ortega, hijo de Porfirio Díaz. El cementerio fue inaugurado el 1 de enero de 1901, y el portón hasta el 3 de noviembre de 1902. Por lo que el Cementerio Municipal de San Rafael cae en desuso. En 1904 se coloca un quiosco en el parque.
En 1910 se colocó una escultura dedicada a la diosa Hera hecha en bronce, donada por España en 1910 por el Centenario de la Independencia Mexicana. La Asamblea Municipal aprobó el cambio de su nombre por el de Parque Hidalgo, el 14 de junio de 1911. El parque estaba casi bardeado en su totalidad, solo contaba con una salida y una entrada: en ella un zaguán de hierro, en la parte superior un arco que daba a la calle de Hidalgo y la salida estaba construida por un arco conformado de ladrillos. En relación con la Ocupación estadounidense de Veracruz, entre el 23 y el 30 de abril de 1914, en el parque, se realizó una manifestación de los extranjeros alemanes, españoles, franceses e ingleses residentes en Pachuca. Con el objetivo de pedir tolerancia hacia estos grupos de ciudadanos extranjeros.
En 1920 se coloca un quiosco cuadrangular como reemplazo, fue donado por la comunidad estadounidense. El monumento de Francisco I Madero, que se encuentra en la calle Ramírez Ulloa; iba a ser levantado en el Parque Hidalgo y por razones desconocidas no fue instalado. El 8 de enero de 1920 se registró una lista de las personas que contribuyeron económicamente a la construcción del monumento: Francisco Dorsal $150; Gorgonio de la Concha $100 y José Refugio Ortiz $100, dato proporcionado por el Periódico Oficial de Estado de Hidalgo. Durante el período del gobernador, Amado Azuara, de 1921 a 1923, con objeto de mejorar la ciudad se abrieron más calles, se fraccionara y se lotifican los terrenos que pertenecieron al convento de San Francisco para formar distintas colonias. Los Gobernadores subsecuentes, siguieron fraccionando hasta que desaparece el Cementerio Municipal de San Rafael.
En los años 1930 existía un pequeño lago en el parque, donde se podía gozar de tranquilos paseos en lancha, no obstante, la desecación de ese cuerpo de agua –situación inevitable– originó más áreas verdes y árboles al parque. El monumento dedicado a Francisco Noble fue inauurado en diciembre de 1934. El monumento dedicado a Vicente Segura es inaugurado el 20 de noviembre de 1953, y fue realizado por Medardo Anaya. En 1972 el parque fue remodelado por gobernador Manuel Sánchez Vite, y presidente municipal Rafael Cravioto Muñoz.
En el año 2011, algunos monumentos del parque fueron restaurados y se realizaron las reparaciones requeridas. El monumento "Paloma de la paz, por un México sin armas" fue inaugurado el 17 de septiembre de 2015, en presencia del comandante de la XVIII Zona Militar de Pachuca, Sergio Barrera, y el presidente municipal de Pachuca, Eleazar García Sánchez.
El 12 de abril de 2020, para evitar congregación de personas y la propagación del SARS-CoV-2; el Ayuntamiento de Pachuca de Soto procedió a la sanitización del lugar, y luego se acordonó el perímetro para limitar el acceso; esto para manejar la pandemia de enfermedad por COVID-19 en la ciudad.

## Monumentos y esculturas

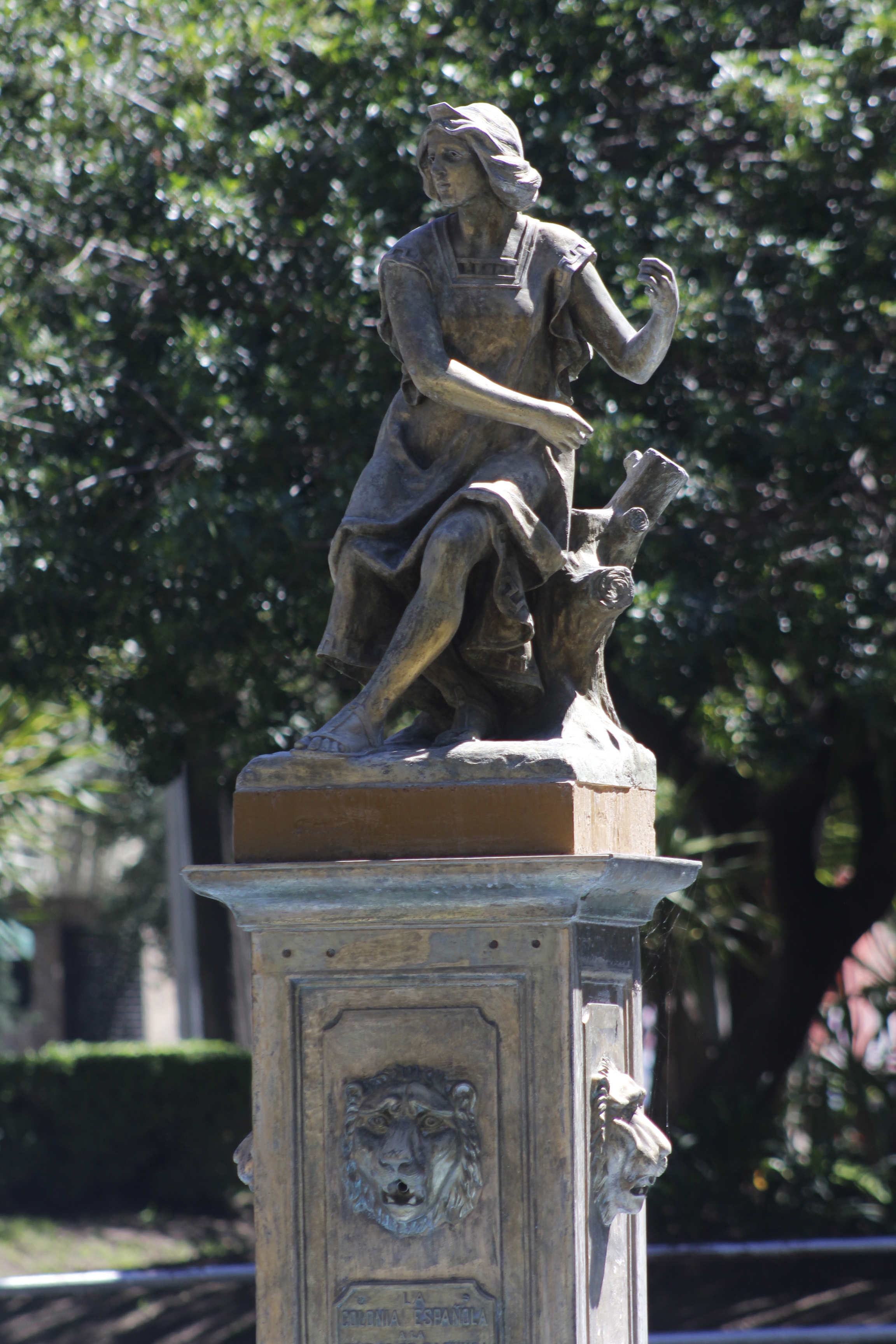
Escultura dedicada a la diosa Hera hecha en bronce, donada por España en 1910.

- Busto a Miguel Hidalgo, localizado sobre un pedestal de alrededor de un metro de altura, en la parte frontal se encuentra una placa y la escultura de un águila devorando una serpiente.[7]
- Monumento a Josefa Ortiz de Domínguez, es un pequeño busto moldeado en bronce, y se alza sobre una pilastra de color negro que a su vez está sobre un pedestal de color verde.[7] En el lado principal se encuentra una representación del Escudo Nacional de México en color dorado.[7]
- Monumento a Vicente Aguirre del Castillo es un pequeño monumento dedicado al exgobernador de Hidalgo, se trata de un busto del personaje sobre un pedestal cuadrado, en la parte posterior se encuentra enmarcado por una pared semicircular.[7]
- Monumento a Francisco Noble, el busto del personaje sobre un pedestal cuadrado, con dos pequeños arbotantes laterales.[7]
- Monumento a Carlos Ramírez Guerrero, pequeño monumento dedicado al exgobernador de Hidalgo, el busto del personaje sobre un pedestal trapezoidal, en la parte posterior cuenta con una pared semicircular.[7]
- Monumento a Vicente Segura, pequeño monumento dedicado a Vicente Segura inaugurado el 20 de noviembre de 1953, fue realizado por Medardo Anaya. El busto del personaje sobre un pedestal trapezoidal, y una base cuadrada con dos escalones.[7]
- Paloma de la paz, por un México sin armas, inaugurado el 17 de septiembre de 2015, es una pieza artesanal en forma de paloma, hecha con armas de fuego donadas por la 18 Zona Militar y que fue realizada por personal de la misma Zona Militar.[13][14]
- Reloj Floral, se trata de una estructura circular redonda inclinada que está adornada con distintas flores.[7] Para 2019 la maquinaria no funcionaba, no hay registro de una fecha precisa en la que haya dejado de funcionar.[17] En octubre de 2019, la Secretaría de Desarrollo Económico de Pachuca (Sedeco) le dio mantenimiento, y se musicalizó.[18] Este reproduce a las 12:00 p. m. El Hidalguense, a las 3:00 p. m. El son de la negra, a las 6:00 p. m. el Himno Nacional Mexicano, y a las 9:00 p. m. el Cielito Lindo.[19]
- El Niño del Árbol, leyenda que cuenta que dos niños quedaron abrazando a uno de los árboles de este lugar, lo que se puede observar junto a toda la historia en este punto.[20]

Monumentos y esculturas del Parque Hidalgo
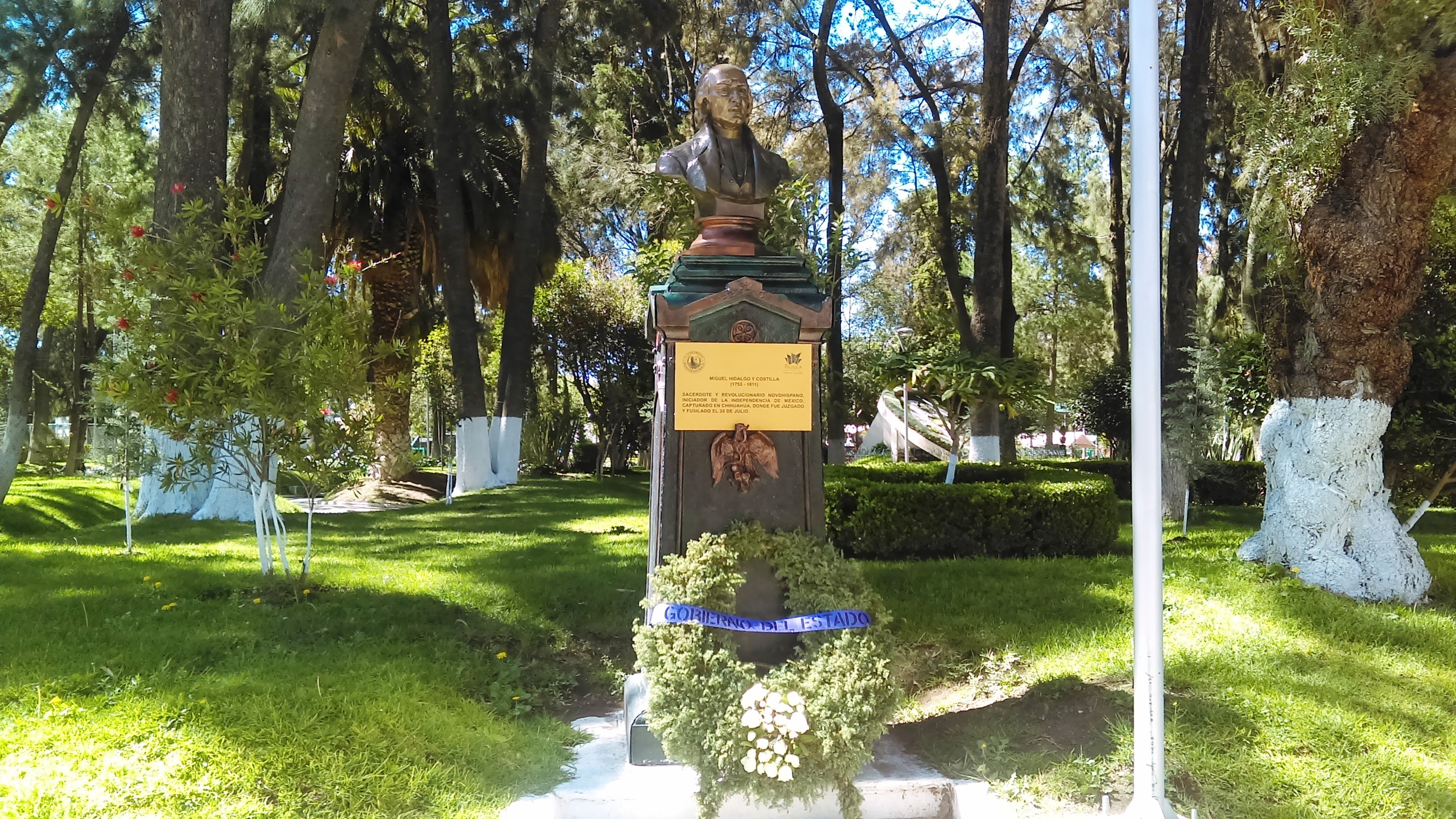
Busto a Miguel Hidalgo.
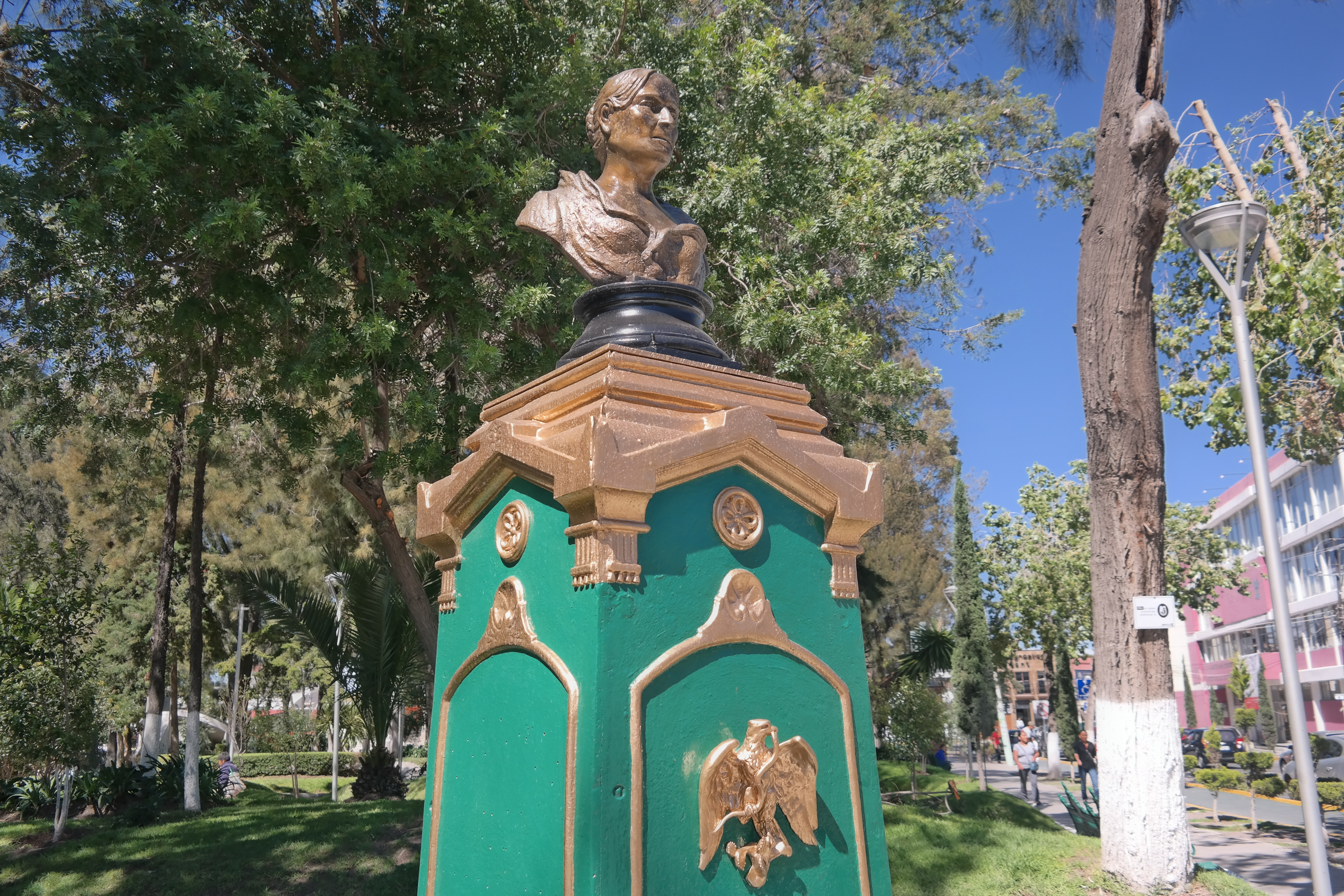
Monumento a Josefa Ortiz de Domínguez.
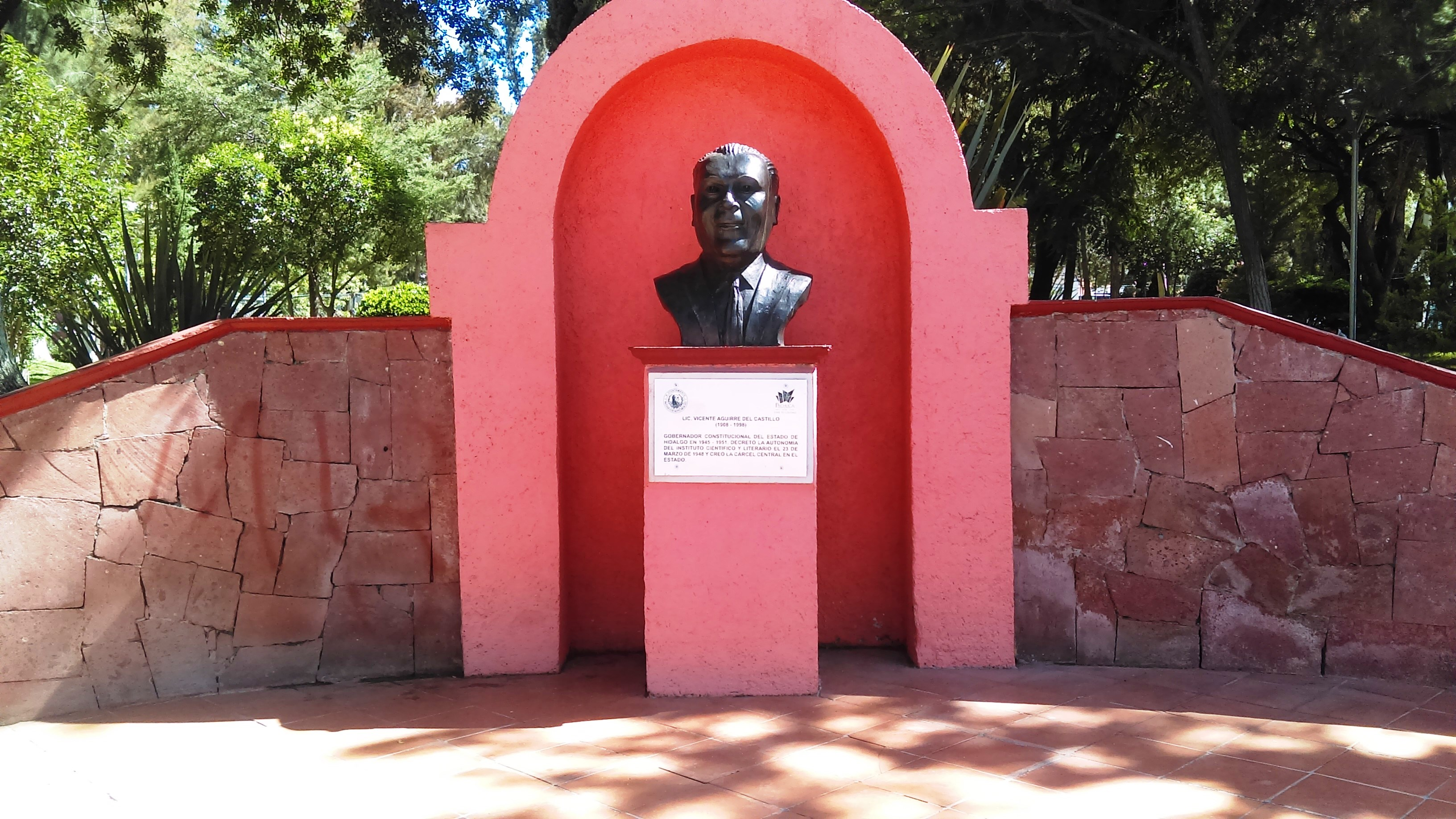
Monumento a Vicente Aguirre del Castillo.
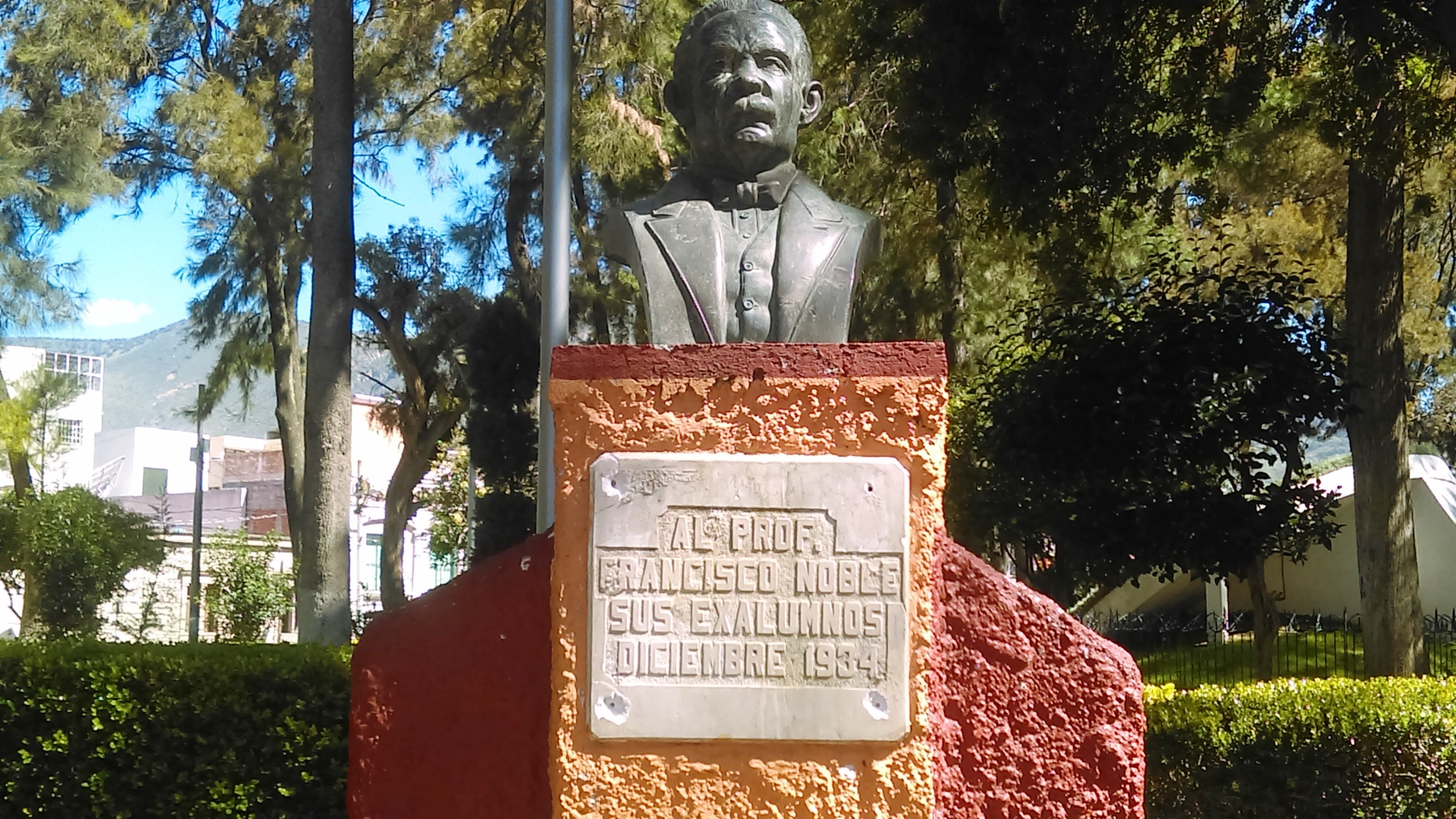
Monumento a Francisco Noble.
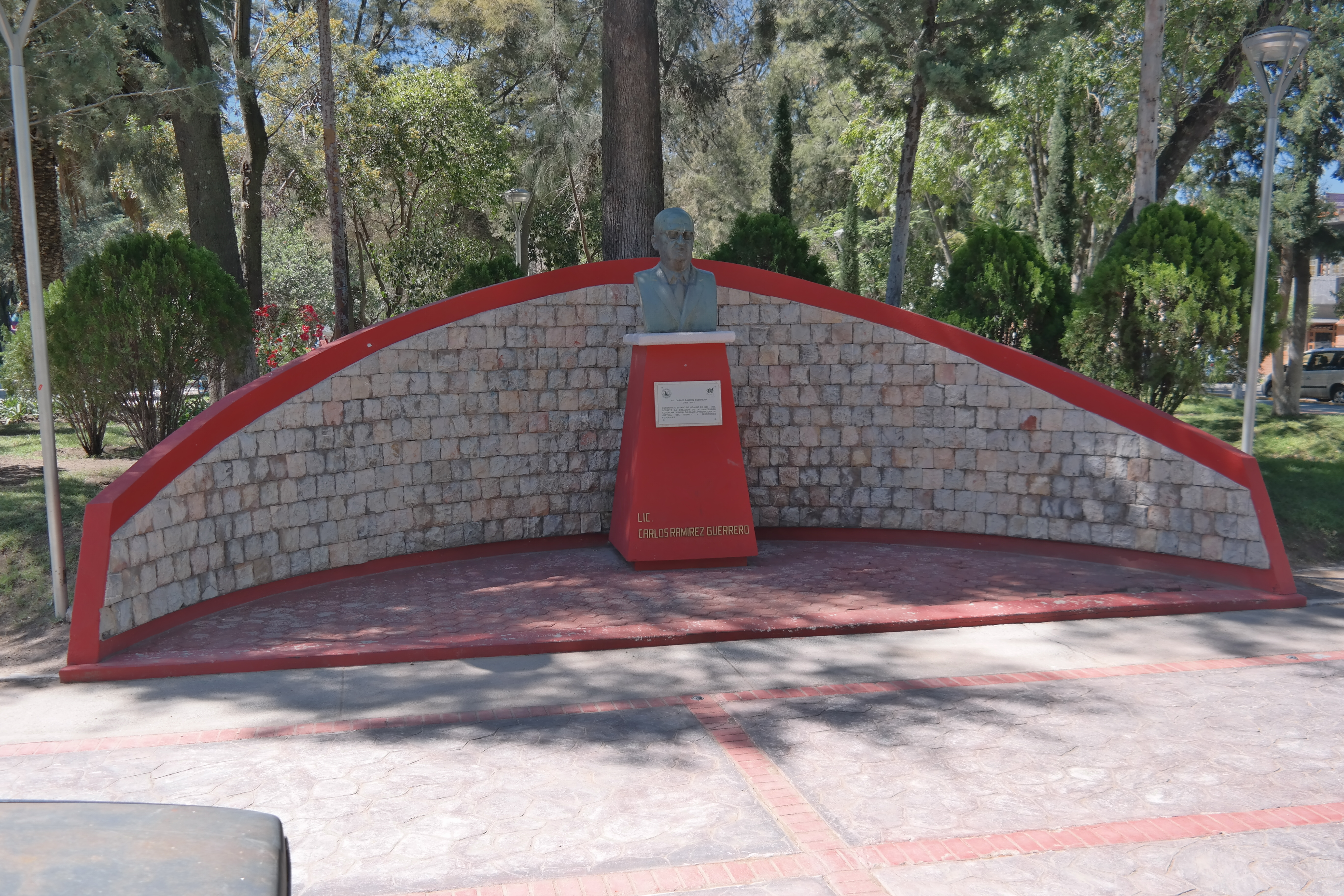
Monumento a Carlos Ramírez Guerrero.
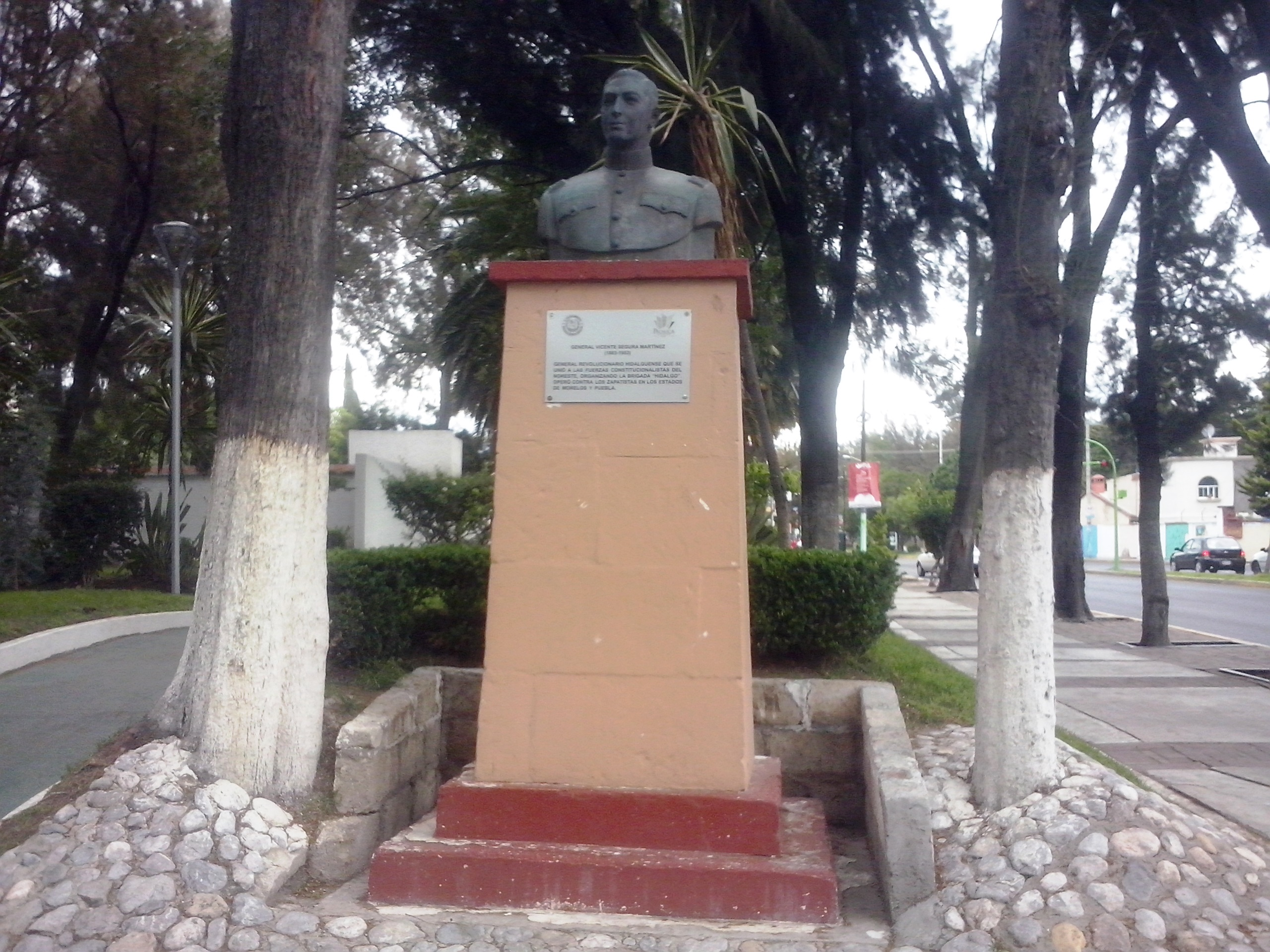
Monumento a Vicente Segura.
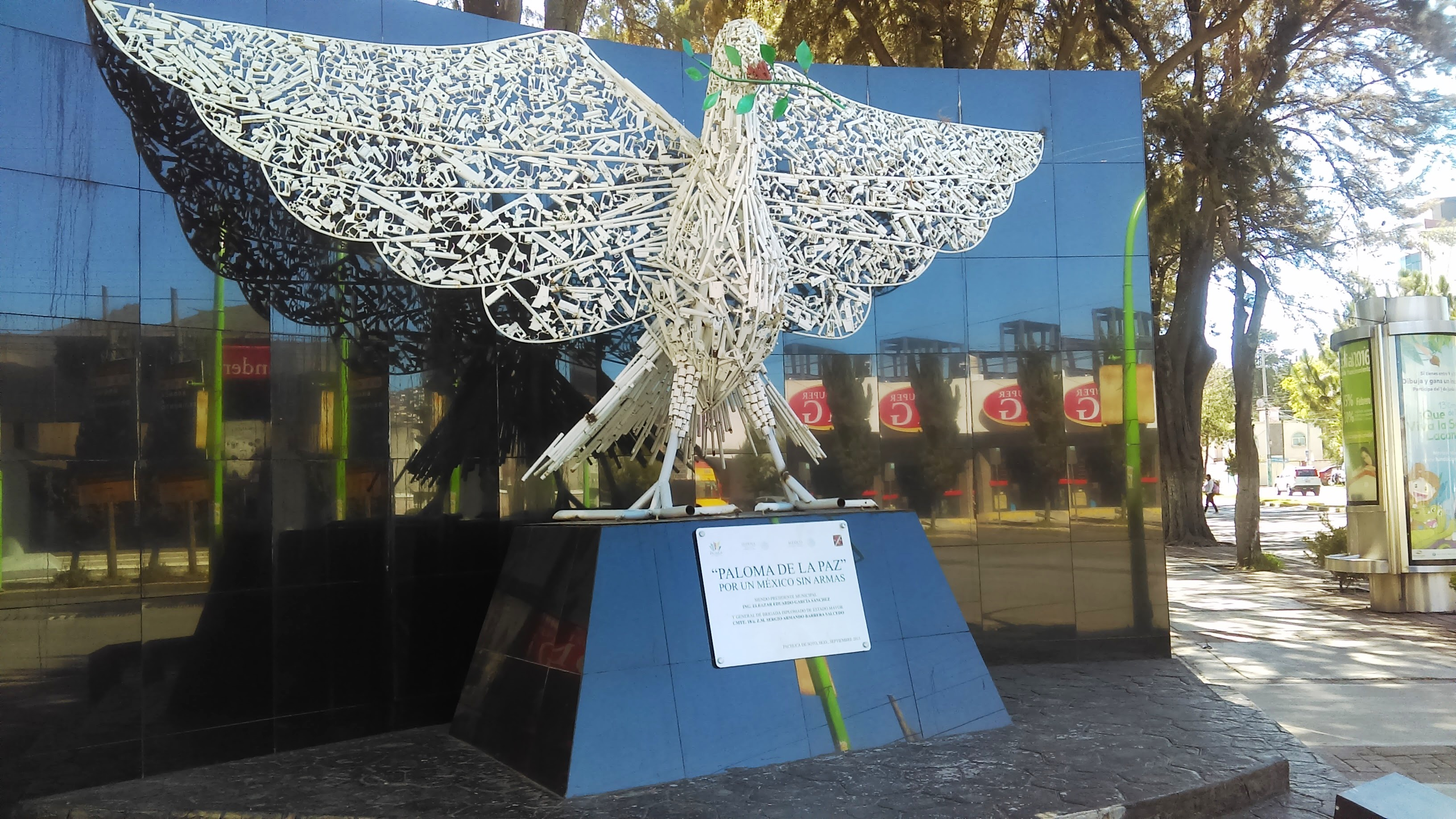
Paloma de la paz, por un México sin armas.
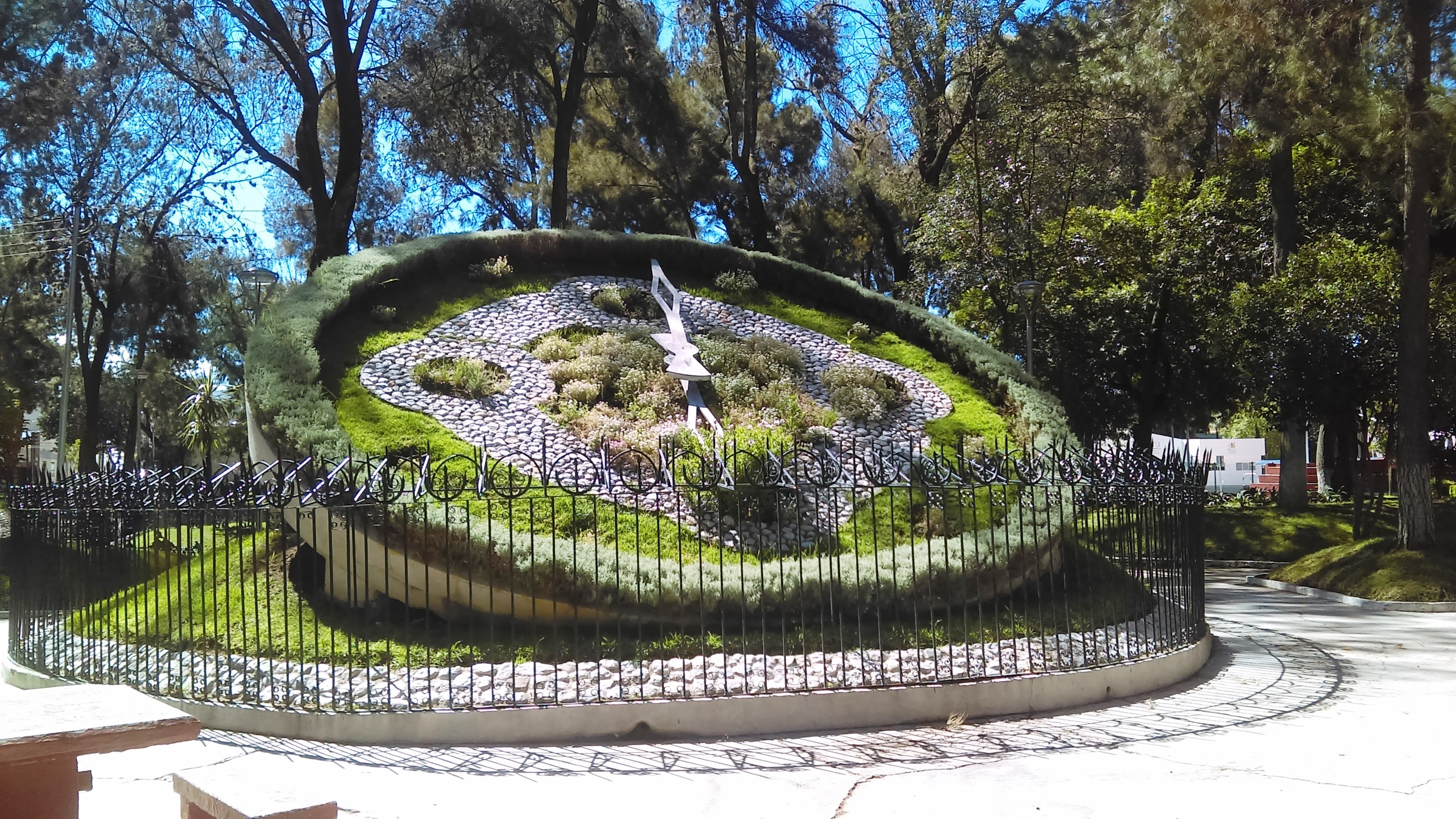
Reloj Floral.